# Caraway
Caraway is een plaats (town) in de Amerikaanse staat Arkansas, en valt bestuurlijk gezien onder Craighead County.

## Demografie
Bij de volkstelling in 2000 werd het aantal inwoners vastgesteld op 1349.
In 2006 is het aantal inwoners door het United States Census Bureau geschat op 1358, een stijging van 9 (0,7%).

## Geografie
Volgens het United States Census Bureau beslaat de plaats een oppervlakte van
6,0 km², geheel bestaande uit land. Caraway ligt op ongeveer 70 m boven zeeniveau.

## Plaatsen in de nabije omgeving
De onderstaande figuur toont nabijgelegen plaatsen in een straal van 24 km rond Caraway.